# Amr Moussa
Amr Moussa (Arabisch:عمرو موسى) (Caïro, 3 oktober 1936) is een Egyptisch politicus en diplomaat. Tussen 1991 en 2001 was hij Minister van Buitenlandse Zaken onder Hosni Mubarak. Hij was van 2001 tot 2011 secretaris-generaal van de Arabische Liga.

## Levensloop
Moussa studeerde rechtswetenschappen aan de Universiteit van Caïro. Na zijn studie was hij ambassadeur in Zwitserland en bij de Verenigde Naties. In zijn tijd als minister van Buitenlandse Zaken stond hij bekend als een criticus van de Verenigde Staten en de betrekkingen met Israël. Als secretaris-generaal van de Arabische Liga uitte Moussa in maart 2011 kritiek op de luchtaanvallen die de Libische no-flyzone zouden moeten handhaven, omdat 'het de bedoeling was een vliegverbod af te dwingen om burgers te beschermen en niet om andere burgers te doden'. Na een gesprek met Ban Ki-moon benadrukte hij dat hij de VN-resolutie volledig steunde en riep de coalitie op rekening te houden met de veiligheid van de burgerbevolking.
Tijdens de Egyptische Revolutie werd hij genoemd als eventueel opvolger van Hosni Moebarak. Moussa deed mee aan de Egyptische presidentsverkiezingen in 2012 maar hij kwam niet verder dan de eerste ronde.